# Hamiltonichthys mapesi
Hamiltonichthys mapesi è un pesce cartilagineo estinto, appartenente agli ibodonti. Visse nel Carbonifero superiore (circa 305  - 300 milioni di anni fa) e i suoi resti fossili sono stati ritrovati in Nordamerica (Kansas).

## Descrizione
Questo animale è noto per alcuni esemplari completi che rappresentano individui giovanili, non più lunghi di 30 centimetri. Hamiltonichthys possedeva un corpo allungato e sottile; era dotato di denti appiattiti e ornamentati da numerose creste; questi denti assomigliavano a quelli di un altro squalo ibodonte successivo, Lissodus. Oltre ai denti situati nella bocca, Hamiltonichthys possedeva serie di piccoli denti all'interno della gola. Questi ultimi erano disposti in spirali di due millimetri di diametro, al livello della faringe, e fino ad ora la loro funzione non è conosciuta. In cima al capo degli esemplari maschi si trovavano due coppie di spine cefaliche, più sviluppate che in altri ibodonti precedenti come Onychoselache. Il paio anteriore era più piccolo rispetto a quello posteriore. Ogni spina presentava un uncino centrale affiancato da tre paia di uncini più piccoli in ciascun lato. L'articolazione delle pinne pettorali era tribasale, e al contrario di altri ibodonti arcaici non vi era traccia dell'asse metapterigiale. Le pinne pettorali erano molto mobili, e il contatto tra la cartilagine della "spalla" (scapolarcoracoide) e la pinna pettorale era dato dal propterigio. Questo tipo di struttura si ritroverà nei successivi ibodonti del Mesozoico e negli squali odierni. 
Un altro tratto degli squali odierni già apparso in Hamiltonichthys era la struttura delle pinne pelviche. Negli squali paleozoici il cinto che sosteneva queste pinne era composto da una metà destra e una metà sinistra indipendenti. Nei maschi di Hamiltonichthys questo cinto si univa ventralmente, e andava a formare quella che viene chiamata barra ischio-pubica.

## Classificazione
Hamiltonichthys mapesi venne descritto per la prima volta nel 1989 da John Maisey, sulla base di alcuni resti fossili di esemplari giovanili rinvenuti in una cava abbandonata, la Cava Hamilton, nel Kansas. Hamiltonichthys era un rappresentante relativamente primitivo degli ibodonti, un gruppo di squali tipici del Paleozoico superiore e del Mesozoico, troppo specializzati per poter essere considerati antenati degli squali odierni. Hamiltonichthys, in particolare, possedeva caratteristiche arcaiche che si riscontrano nei più antichi Tristychius e Onychoselache, ma anche caratteri che preannunciavano gli ibodonti mesozoici successivi. 

## Paleobiologia
Il corpo di Hamiltonichthys, così come le grandi pinne pettorali, indica che questo animale doveva essere un nuotatore lento ma agile, che viveva probabilmente in prossimità del fondale. La Cava Hamilton dove sono stati ritrovati i fossili di Hamiltonichthys, era un tempo parte di una grande laguna di acqua dolce o salmastra. È curioso notare come in questo luogo siano stati ritrovati solo esemplari giovani di questo squalo. Molti pesci cartilaginei attuali sono in grado di prosperare sia in acqua dolce che in acqua salata; gli esemplari adulti della razza Dasyatis guttata si riproducono in acqua dolce, e i piccoli scendono poi verso gli estuari per svilupparsi in acque più salate. Da adulti invece risalgono il corso dei fiumi verso acque più dolci. Le rocce fossilifere dove sono stati ritrovati i resti di Hamiltonichthys si sono depositate in prossimità di un antico estuario. È possibile quindi che il ciclo di vita di questi antichi ibodonti fosse simile a quello delle razze Dasyatis attuali. Un altro ibodonte successivo, Egertonodus basanus del Cretaceo dell'Inghilterra, potrebbe aver avuto un simile stile di vita.